# Fernando Teixeira Vitienes
|  | «Teixeira Vitienes» redirigeix aquí. Vegeu-ne altres significats a «José Antonio Teixeira Vitienes». |

Fernando Teixeira Vitienes (Santander, Cantàbria, 28 de juliol de 1971), conegut com a Teixeira Vitienes I, és un àrbitre de futbol de la Primera Divisió espanyola de futbol, que pertany al Comitè d'Àrbitres de Cantàbria. És germà del també àrbitre José Antonio Teixeira Vitienes.

## Trajectòria
Fernando Teixeira va jugar a les categories inferiors de l'equip del seu barri, el San Joaquín. Amb 14 anys va començar en l'arbitratge després que l'hi animés el seu oncle Andrés, que també va ser àrbitre. Va debutar a la primera divisió el 2 de setembre de 2003 al partit entre la Reial Societat de Futbol contra el Reial Club Celta de Vigo (1-1).

Va dirigir el partit de tornada de la Supercopa d'Espanya de 2010 entre el Futbol Club Barcelona i el Sevilla FC (4-0). Un any després seria l'encarregat d'arbitrar el partit d'anada de la Supercopa d'Espanya de 2011 entre el Reial Madrid Club de Futbol i el Futbol Club Barcelona (2 - 2).

## Internacional
L'1 de gener de 2009 va estrenar internacionalitat, i va lluir l'escarapela FIFA per primera vegada en partit internacional en un encontre amistós entre seleccions Sub-21, celebrat a Cork, el 10 de febrer de 2009 entre Irlanda i Alemanya (1-1). Posteriorment va ser el representant espanyol com a àrbitre als Jocs del Mediterrani de 2009. Com a internacional en partit de clubs va debutar el 16 de juliol de 2009, a Kumànovo (actual Macedònia del Nord), en el partit de segona ronda classificatòria d'Europa League, entre el Milano Kumanovo i el Slaven Belupo Koprivnica (0-4).